# Rejon telechański
Rejon telechański – jednostka terytorialna istniejąca w ramach Białoruskiej SRR w latach 1940–1959 na terenie Polesia pińskiego (de facto 1940–1941; 1944–1959).

## Historia
Rejon powstał 15 stycznia 1940 w ramach obwodu pińskiego. Dzielił się na 10 gmin wiejskich (sielsowietów). 8 stycznia 1954 został przyporządkowany obwodowi brzeskiemu, a 8 sierpnia 1959 zlikwidowany. Jego terytorium rozdzielono między rejony łohiszyński (większość) a iwacewicki (3 gminy).